# Two Hearts (Phil Collins)
Two Hearts è un singolo del cantante britannico Phil Collins, pubblicato per la colonna sonora del film Buster (1988).

## Il brano
Il brano è stato composto da Lamont Dozier, noto anche come membro del trio Holland-Dozier-Holland legato alla Motown, mentre il testo è stato scritto da Phil Collins. Entrambi gli artisti sono produttori del brano.
La canzone è tratta dalla colonna sonora del film Buster, diretto da David Green e interpretato dallo stesso Phil Collins.

## Video musicale
Per la canzone sono stati prodotti due videoclip, entrambi diretti da Jim Yukich. La prima versione richiama al video di You Can't Hurry Love (1982), mentre la seconda vede la partecipazione del wrestler The Ultimate Warrior.

## Premi
Nell'ambito dei Golden Globe 1989, il brano è stato premiato con il Golden Globe per la migliore canzone originale, a pari merito con Let the River Run, scritto e inciso da Carly Simon.
Sempre nel 1989, nell'ambito dei Grammy Awards, Two Hearts ha vinto il premio come miglior canzone scritta per un film, televisione o altri media audio-visivi.

## Tracce
- 7"

1. Two Hearts
2. The Robbery (feat. Anne Dudley & the London Film Orchestra)

## Formazione
- Phil Collins - voce, tastiera, batteria
- Michael Landau - chitarra
- Freddie Washington - basso
- Paulinho da Costa - percussioni

## Classifiche
| Classifica (1988)                | Posizione massima |
| -------------------------------- | ----------------- |
| Australia                        | 13                |
| Austria                          | 14                |
| Belgio (Fiandre)                 | 3                 |
| Canada                           | 1                 |
| Finlandia                        | 13                |
| Francia                          | 24                |
| Germania                         | 3                 |
| Irlanda                          | 3                 |
| Italia                           | 22                |
| Norvegia                         | 6                 |
| Nuova Zelanda                    | 21                |
| Paesi Bassi                      | 6                 |
| Regno Unito                      | 6                 |
| Spagna                           | 17                |
| Stati Uniti                      | 1                 |
| Stati Uniti (adult contemporary) | 1                 |
| Svizzera                         | 4                 |